# Баскетболист года конференции Horizon League
Баскетболист года конференции Horizon League (англ. Horizon League Men's Basketball Player of the Year) — это ежегодная баскетбольная награда, вручаемая по результатам голосования лучшему баскетболисту среди студентов конференции Horizon League, входящей в 1-й дивизион NCAA. Голосование проводится среди главных тренеров команд, входящих в конференцию, причём свои голоса тренеры подают по окончании регулярного чемпионата, но перед стартом плей-офф, то есть в начале марта, однако они не могут голосовать за собственных подопечных. Награда была учреждена и впервые вручена Кэлвину Гарретту из Университета Орала Робертса в сезоне 1979/80 годов.
Конференция официально начала свою деятельность 16 июня 1979 года, и тогда в неё входило шесть команд. Сначала она называлась Midwestern City Conference (MCC), через шесть лет, с сезона 1985/86 годов, за счёт расширения другими видами спорта стала называться Midwestern Collegiate Conference, но только 4 июня 2001 года получила своё нынешнее название, отчасти из-за того, что её аббревиатура вызывала путаницу с конференцией Mid-Continent, где использовалась идентичная. С течением времени, при образовании новых университетов, число команд в конференции увеличивалось до двенадцати (в данный момент их десять). В 2000-х годах в неё включили команды университета штата Огайо в Янгстауне, Индианского университета в Вальпараисо, Оклендского университета и университета Северного Кентукки и помимо того перевели в другие конференции команды университета Батлера и университета Лойолы в Чикаго.
Семь игроков: Альфредрик Хьюз, Байрон Ларкин, Брайан Грант, Рашад Филлипс, Кайфер Сайкс, Лаудон Лав и Антуан Дэвис получали этот приз дважды, но лишь Хьюз получал его трижды. Три раза обладателями этой награды становились сразу два игрока (1981, 1983 и 2022). Чаще других обладателями этой премии становились баскетболисты университета Батлера и университета Милосердия в Детройте (по 7 раз), университета Лойолы в Чикаго (6), университета Ксавьера (5).

## Легенда
|           | Сообладатели награды |
| Игрок (X) | Количество титулов   |

## Победители
| Сезон   | Игрок               | Фото | Университет                          | Позиция                                     | Год обучения | Примечания |
| ------- | ------------------- | ---- | ------------------------------------ | ------------------------------------------- | ------------ | ---------- |
| 1979/80 | Кэлвин Гарретт      |      | Университет Орала Робертса           | Лёгкий форвард                              | Четвёртый    |            |
| 1980/81 | Дариус Клемонс      |      | Университет Лойолы в Чикаго          | Разыгрывающий защитник                      | Третий       |            |
| 1980/81 | Рубин Джексон       |      | Университет Оклахома-Сити            | Лёгкий форвард / Тяжёлый форвард            | Третий       |            |
| 1981/82 | Уэйн Сэпплтон       |      | Университет Лойолы в Чикаго          | Тяжёлый форвард                             | Четвёртый    |            |
| 1982/83 | Марк Акрес          |      | Университет Орала Робертса           | Центровой                                   | Второй       |            |
| 1982/83 | Альфредрик Хьюз     |      | Университет Лойолы в Чикаго          | Атакующий защитник / Лёгкий форвард         | Второй       |            |
| 1983/84 | Альфредрик Хьюз (2) |      | Университет Лойолы в Чикаго          | Атакующий защитник / Лёгкий форвард         | Третий       |            |
| 1984/85 | Альфредрик Хьюз (3) |      | Университет Лойолы в Чикаго          | Атакующий защитник / Лёгкий форвард         | Четвёртый    |            |
| 1985/86 | Байрон Ларкин       |      | Университет Ксавьера                 | Атакующий защитник                          | Второй       |            |
| 1986/87 | Андре Мур           |      | Университет Лойолы в Чикаго          | Тяжёлый форвард / Лёгкий форвард            | Четвёртый    |            |
| 1987/88 | Байрон Ларкин (2)   |      | Университет Ксавьера                 | Атакующий защитник                          | Четвёртый    |            |
| 1988/89 | Скотт Хаффнер       |      | Эвансвиллский университет            | Разыгрывающий защитник                      | Четвёртый    |            |
| 1989/90 | Тайрон Хилл         |      | Университет Ксавьера                 | Тяжёлый форвард / Центровой                 | Четвёртый    |            |
| 1990/91 | Дарин Арчбольд      |      | Университет Батлера                  | Атакующий защитник                          | Третий       |            |
| 1991/92 | Пэрриш Кейсбир      |      | Эвансвиллский университет            | Тяжёлый форвард                             | Второй       |            |
| 1992/93 | Брайан Грант        |      | Университет Ксавьера                 | Тяжёлый форвард / Центровой                 | Третий       |            |
| 1993/94 | Брайан Грант (2)    |      | Университет Ксавьера                 | Тяжёлый форвард / Центровой                 | Четвёртый    |            |
| 1994/95 | Шерелл Форд         |      | Иллинойсский университет в Чикаго    | Лёгкий форвард                              | Четвёртый    |            |
| 1995/96 | Джефф Нордгард      |      | Висконсинский университет в Грин-Бей | Лёгкий форвард                              | Четвёртый    |            |
| 1996/97 | Джон Нойхаузер      |      | Университет Батлера                  | Лёгкий форвард / Тяжёлый форвард            | Третий       |            |
| 1997/98 | Марк Миллер         |      | Иллинойсский университет в Чикаго    | Атакующий защитник / Разыгрывающий защитник | Четвёртый    |            |
| 1998/99 | Джермейн Джексон    |      | Университет Милосердия в Детройте    | Атакующий защитник / Разыгрывающий защитник | Четвёртый    |            |
| 1999/00 | Рашад Филлипс       |      | Университет Милосердия в Детройте    | Разыгрывающий защитник                      | Третий       |            |
| 2000/01 | Рашад Филлипс (2)   |      | Университет Милосердия в Детройте    | Разыгрывающий защитник                      | Четвёртый    |            |
| 2001/02 | Рилан Хэйнджи       |      | Университет Батлера                  | Атакующий защитник                          | Четвёртый    |            |
| 2002/03 | Вилли Грин          |      | Университет Милосердия в Детройте    | Атакующий защитник                          | Четвёртый    |            |
| 2003/04 | Дилан Пейдж         |      | Висконсинский университет в Милуоки  | Лёгкий форвард                              | Четвёртый    | [ 1 ]      |
| 2004/05 | Эд Маккэнтс         |      | Висконсинский университет в Милуоки  | Атакующий защитник                          | Четвёртый    | [ 2 ]      |
| 2005/06 | Брэндон Полк        |      | Университет Батлера                  | Тяжёлый форвард / Лёгкий форвард            | Четвёртый    | [ 3 ]      |
| 2006/07 | Дешон Вуд           |      | Государственный университет Райт     | Разыгрывающий защитник                      | Четвёртый    | [ 4 ]      |
| 2007/08 | Майк Грин           |      | Университет Батлера                  | Разыгрывающий защитник / Атакующий защитник | Четвёртый    | [ 5 ]      |
| 2008/09 | Мэтт Ховард         |      | Университет Батлера                  | Тяжёлый форвард                             | Второй       | [ 6 ]      |
| 2009/10 | Гордон Хэйуорд      |      | Университет Батлера                  | Лёгкий форвард / Атакующий защитник         | Второй       | [ 7 ]      |
| 2010/11 | Норрис Коул         |      | Университет штата Огайо в Кливленде  | Разыгрывающий защитник                      | Четвёртый    | [ 8 ]      |
| 2011/12 | Райан Брокхофф      |      | Индианский университет в Вальпараисо | Атакующий защитник / Лёгкий форвард         | Третий       | [ 9 ]      |
| 2012/13 | Рэй Маккаллум       |      | Университет Милосердия в Детройте    | Разыгрывающий защитник                      | Третий       | [ 10 ]     |
| 2013/14 | Кайфер Сайкс        |      | Висконсинский университет в Грин-Бей | Разыгрывающий защитник                      | Третий       | [ 11 ]     |
| 2014/15 | Кайфер Сайкс (2)    |      | Висконсинский университет в Грин-Бей | Разыгрывающий защитник                      | Четвёртый    | [ 12 ]     |
| 2015/16 | Кей Фелдер          |      | Оклендский университет               | Разыгрывающий защитник                      | Третий       | [ 13 ]     |
| 2016/17 | Алек Питерс         |      | Индианский университет в Вальпараисо | Лёгкий форвард                              | Четвёртый    | [ 14 ]     |
| 2017/18 | Кендрик Нанн        |      | Оклендский университет               | Атакующий защитник                          | Четвёртый    | [ 15 ]     |
| 2018/19 | Дрю Макдональд      |      | Университет Северного Кентукки       | Тяжёлый форвард / Центровой                 | Четвёртый    | [ 16 ]     |
| 2019/20 | Лаудон Лав          |      | Государственный университет Райт     | Центровой                                   | Третий       | [ 17 ]     |
| 2020/21 | Лаудон Лав (2)      |      | Государственный университет Райт     | Центровой                                   | Четвёртый    | [ 18 ]     |
| 2021/22 | Джамал Кейн         |      | Оклендский университет               | Лёгкий форвард                              | Пятый        | [ 19 ]     |
| 2021/22 | Антуан Дэвис        |      | Университет Милосердия в Детройте    | Атакующий защитник                          | Четвёртый    | [ 19 ]     |
| 2022/23 | Антуан Дэвис (2)    |      | Университет Милосердия в Детройте    | Атакующий защитник                          | Пятый        | [ 20 ]     |
| 2023/24 | Трей Таунсенд       |      | Оклендский университет               | Тяжёлый форвард                             | Четвёртый    | [ 21 ]     |
| 2024/25 | Альваро Фольгейрас  |      | Университет Роберта Морриса          | Тяжёлый форвард                             | Второй       | [ 22 ]     |